# Peristylus forrestii
Peristylus forrestii là một loài thực vật có hoa trong họ Lan. Loài này được (Schltr.) K.Y.Lang mô tả khoa học đầu tiên năm 1987.